# كالوري لوكانو
كالوري لوكانو (أو كالور ساليرنيتانو ) هو نهر يقع في كامبانيا، جنوب إيطاليا، يقع مساره بالكامل في مقاطعة ساليرنو، في سيلينتو، ويمتدّ لمسافة إجمالية تبلغ حوالي 63 كيلومتر (39 ميل). وهو رافد يساري مهم لنهر سيلي. في العصور القديمة كان يعرف باسم كالور.

## ملخص
يرتفع النهر في المنحدرات الشمالية لمونتي سيرفاتي، في جبال أبينيني ويتدفق عبر باركو ناسيونالي ديل سيلينتو إي فالو دي ديانو. وهو يتدفق بين جدران صخرية عالية كما هو الحال بالقرب من لاورينو أو يتدفق في ممر ضيق من مونتي بيسكوروبينو، أو بين المحليات من ماغليانو فيتيري وفيليتو.
يصبّ في سيلي ليس بعيدًا عن مدينة بايستوم القديمة.
كالوري هو أحد الأنهار القليلة في أوروبا التي لا تزال يعيش فيها القُضاعات الأوروبية.